# Cebrio pectoralis
Cebrio pectoralis là một loài bọ cánh cứng trong họ Cebrionidae. Loài này được Chevrolat miêu tả khoa học năm 1875.